# Holzhausen (Oberösterreich)

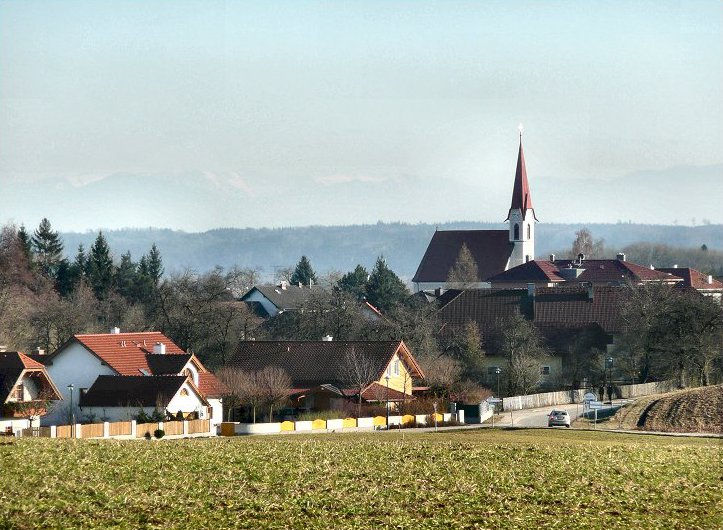
Holzhausen

Holzhausen ist eine Gemeinde in Oberösterreich im Bezirk Wels-Land im Hausruckviertel mit 1167 Einwohnern (Stand 1. Jänner 2025). Der zuständige Gerichtsbezirk ist Wels.

## Geografie
Holzhausen liegt auf 329 Meter Höhe im Hausruckviertel. Die Ausdehnung beträgt von Nord nach Süd sechs Kilometer und von West nach Ost drei Kilometer. Die Gemeinde hat eine Fläche von acht Quadratkilometer. Davon sind acht Prozent bewaldet und mehr als achtzig Prozent werden landwirtschaftlich genutzt.

### Gemeindegliederung
Das Gemeindegebiet umfasst folgende sechs Ortschaften (in Klammern Einwohnerzahl Stand 1. Jänner 2025):
- Grillparz (24)
- Holzhausen (677)
- Jebenstein (243)
- Kranzing (48)
- Lehen (141)
- Niederprisching (34)

Die Gemeinde besteht aus der Katastralgemeinde Holzhausen.
Die Gemeinde gehört zum Gerichtsbezirk Wels.

### Nachbargemeinden
|             | Alkoven (EF)                                | Kirchberg-Thening (LL) |
| Buchkirchen | Kompassrose, die auf Nachbargemeinden zeigt | Oftering (LL)          |
|             | Marchtrenk                                  |                        |

## Geschichte
Steinbeil-Funde aus der Bronze- und der Eisenzeit belegen eine frühe Besiedlung des Gebietes. Ausgehend von den Ortsnamen Kranzing, Ottenham und Holzhausen kann man von einer bajuwarischen Zuwanderung in der Zeit von 700 bis 900 nach Christus ausgehen. Durch die Kriege mit den Awaren und den Magyaren wurde das Land weitgehend entvölkert, sodass sich um das Jahr 1000 windische Siedler aus Kärnten und der Steiermark ansiedelten. Darauf weist auch der hl. Vitus als Pfarrpatron hin, der bei den Slawen sehr verehrt wurde.
Die erste urkundliche Erwähnung von Holzhausen erfolgte im Jahre 1130 als Sitz der Herrschaft zu Holzhusen. Dieses Adelsgeschlecht wurde gemeinsam mit den Hartheimern in den Traditionsbüchern in Passau erwähnt. Die Pfarrgründung im 14. Jahrhundert dürfte auf einer Eigenkirche der Holzhausener aus dem 12. Jahrhundert basieren. Erstmals erwähnt wird die Kirche mit einem Pfarrer in einer Urkunde von 1385.
Holzhausen blieb nach der Gegenreformation protestantisches Restgebiet. Die Schule in Jebenstein war eine der neun evangelischen Schulen in Oberösterreich, die 1781 nach dem Toleranzpatent von Kaiser Josephs II. entstand.
Seit 1849 ist Holzhausen eine eigenständige Gemeinde.

## Kultur und Sehenswürdigkeiten

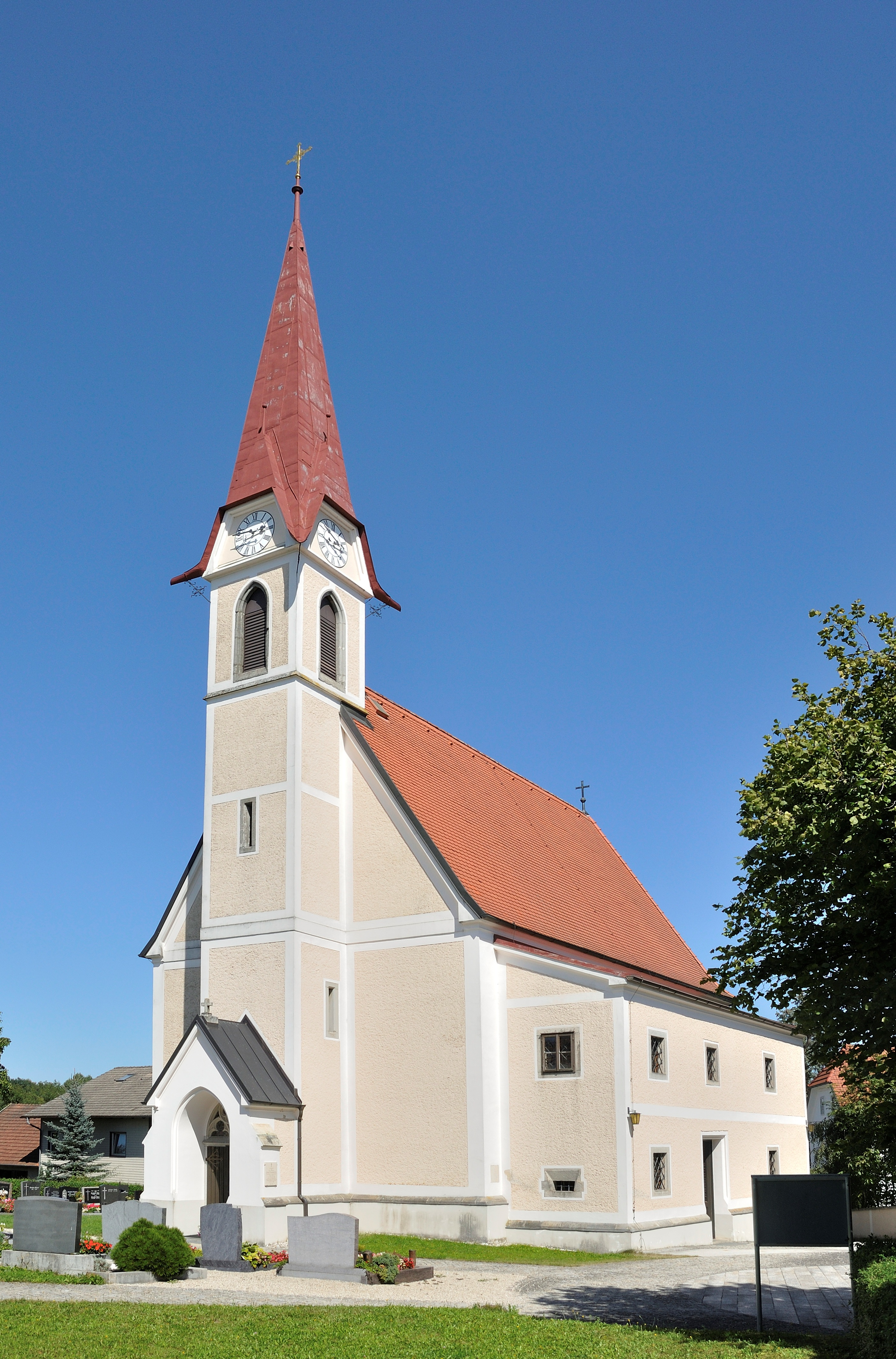
Pfarrkirche Holzhausen

- Katholische Pfarrkirche Holzhausen hl. Vitus

## Wirtschaft und Infrastruktur

### Wirtschaftssektoren
Im Jahr 2010 wurden sechzehn landwirtschaftliche Betriebe im Haupterwerb geführt. Diese bewirtschafteten drei Viertel der Flächen. Neunzig Prozent der Erwerbstätigen im Produktionssektor arbeiteten im Baugewerbe. Die größten Arbeitgeber im Dienstleistungssektor waren die Bereiche Grundstücks- und Wohnungswesen sowie der Handel.
| Wirtschaftssektor            | Anzahl Betriebe | Anzahl Betriebe | Erwerbstätige | Erwerbstätige |
| Wirtschaftssektor            | 2011            | 2001            | 2011          | 2001          |
| ---------------------------- | --------------- | --------------- | ------------- | ------------- |
| Land- und Forstwirtschaft 1) | 29              | 31              | 24            | 31            |
| Produktion                   | 15              | 4               | 79            | 57            |
| Dienstleistung               | 51              | 24              | 204           | 71            |

1) Betriebe mit Fläche in den Jahren 2010 und 1999
| Im Jahr 2007 wurde Peak Technology gegründet. Das Unternehmen sitzt im Technologiepark von Holzhausen und entwickelt und fertigt mit 125 Mitarbeitern (Stand 2021) Bauteile aus Faserverbundkunststoff für Autorennsport, Luft- und Raumfahrt. Von den rund 460 Erwerbstätigen, die im Jahr 2010 in Holzhausen wohnten, arbeiteten hundert in der Gemeinde, mehr als drei Viertel pendelten aus. Zweihundert Menschen aus der Umgebung pendelten zur Arbeit nach Holzhausen. Der Bahnhof Wels liegt zehn Kilometer südwestlich von Holzhausen, die Autobahnauffahrt „Wels Ost“ ist fünf Kilometer entfernt. | Die zur Anzeige dieser Grafik verwendete Erweiterung wurde dauerhaft deaktiviert. Wir arbeiten aktuell daran, diese und weitere betroffene Grafiken auf ein neues Format umzustellen. (Mehr dazu) |

## Politik
Der Gemeinderat hat 13 Mitglieder.
- Mit den Gemeinderats- und Bürgermeisterwahlen in Oberösterreich 1997 hatte der Gemeinderat folgende Verteilung: 6 ÖVP, 5 SPÖ und 2 FPÖ.
- Mit den Gemeinderats- und Bürgermeisterwahlen in Oberösterreich 2003 hatte der Gemeinderat folgende Verteilung: 6 ÖVP, 6 SPÖ und 1 FPÖ.
- Mit den Gemeinderats- und Bürgermeisterwahlen in Oberösterreich 2009 hatte der Gemeinderat folgende Verteilung: 7 ÖVP, 4 SPÖ und 2 FPÖ.
- Mit den Gemeinderats- und Bürgermeisterwahlen in Oberösterreich 2015 hatte der Gemeinderat folgende Verteilung: 7 ÖVP, 2 FPÖ, 2 SPÖ und 1 GRÜNE.
- Mit den Gemeinderats- und Bürgermeisterwahlen in Oberösterreich 2021 hat der Gemeinderat folgende Verteilung: 7 ÖVP, 3 SPÖ, 2 FPÖ und 1 GRÜNE.[12][13]

### Bürgermeister
Die Gemeindevorsteher/Bürgermeister seit 1855 waren:
- 1855–1861 Michael Mayer
- 1861–1864 Johann Meindl
- 1864–1873 Maertin Aigner
- 1873–1876 Josef Jungreithmeier
- 1876–1879 Michael Prumer
- 1879–1885 Martin Aigner
- 1885–1888 Johann Hochhauser
- 1888–1894 Matthias Hamader
- 1894–1924 Johann Hochhauser
- 1924–1939 Franz Jungreithmeier
- 1939–1942 Wilhelm Berger
- 1942–1945 Johann Wiesmeier
- 1945–1955 Josef Lehner
- 1955–1967 Ferdinand Leidlmair
- 1967–1973 Josef Lehner
- 1973–1986 Hermann Diensthuber
- 1987–1991 Josef Dirnberger
- 1991–2009 Josef Zaininger (ÖVP)
- 2009–2021 Klaus Hügelsberger (ÖVP)
- 2021–2024 † Andreas Ströbitzer (ÖVP)
- seit 2024 Andrea Hubmer (ÖVP)

### Wappen
Offizielle Beschreibung des Gemeindewappens: In Rot ein goldener, von zwei goldenen Weinrebenblättern begleiteter Stern, eingeschlossen von zwei silbernen Schräglinksbalken. Die Gemeindefarben sind Gelb-Grün.
Der Stern entstammt dem Wappen des Freiherrn Konrad Schütz von Holzhausen. Die Weinreben erinnern an den früheren Weinbau, auf den auch noch der Flurname „Weinberg“ hinweist.
Das Wappen wurde 1992 verliehen.